# 慶應義塾大学大学院商学研究科・商学部
慶應義塾大学商学部（けいおうぎじゅくだいがく しょうがくぶ、英称:Faculty of Business and Commerce）は、慶應義塾大学が設置する商学部。慶應義塾大学大学院商学研究科（けいおうぎじゅくだいがくだいがくいんしょうがくけんきゅうか）は、商学を研究する慶應義塾大学の大学院。

## 概要
慶應義塾大学商学部は、19世紀後半に慶應義塾に設置された大学部理財科を起源とする。1920年に理財科が経済学部に改組され慶應義塾大学経済学部が成立。1957年には経済学部に設置されていた商学科が独立するかたちで慶應義塾大学商学部が設立された。慶応の商学教育は、1873年に福澤諭吉がアメリカの商業学校で使用されていた『ブックキーピング』という教科書を『帳合之法』という翻訳書として発行した時点から始まり、1878年（明治11年）の「三菱商業学校」（その後、明治義塾に改称）、1879年（明治12年）の「簿記講習所」では商学の教育が行われた。
なお、現在の慶応の通信教育課程では、商学系の授業内容は経済学部で扱われている。
慶応商学部のカリキュラムは、大学1年・2年では、「経営学」、「会計学」、「商業学」、「経済・産業」の4つのフィールドを教育の基礎とし、大学3年・4年では、「経営」、「会計」、「商業」、「国際経済」、「計量経済」、「金融・保険」、「交通・公共政策・産業組織」、「労働・社会」、「産業史・経営史」の9分野に広がっていく。
また慶応商学部では伝統的に「半学半教の精神」を重視し、研究会（ゼミ）や総合教育セミナーなどを通じた「演習形式のアクティブラーニング（能動的学習）」に力を入れている。大学1年・2年では、総合教育セミナーや実験科目、、大学3年・4年では、研究会や研究演習、外国語演習、国際教養演習、社会数理各論などの演習科目が用意されている。外国語科目では、英語、ドイツ語、フランス語、スペイン語、中国語が選択履修できる。
また、日吉キャンパスでは、人文社会科学系科目、自然科目系科目、自主強化科目、体育系科目、学際的・総合教育科目が履修できる。
慶応商学部は附置機関として会計研究室を用意し、会計のプロフェッショナル（公認会計士・税理士）を目指す学生向けに、さまざまなイベント、講演会を企画・実施している。

## 沿革
- 1890年 - 大学部が発足し、文学・理財・法律の三科を設置。
- 1904年 - 専門学校令により大学部の学科課程を改正、文学科、理財科、法律科、政治科の四科に分かれる。
- 1920年 - 大学令による旧制大学となり、文学部・経済学部・法学部・医学部の4学部と予科・大学院を付設。
- 1949年 - 学制改革により新制大学となる。
- 1950年 - 経済学部などの通信教育課程が認可される。
- 1957年 - 経済学部商学科が商学部として独立する[2]。
- 1961年 - 商学研究科を設立[3]。
- 2013年 - 慶應義塾大学経済研究所を設置する[4]。

## キャンパス

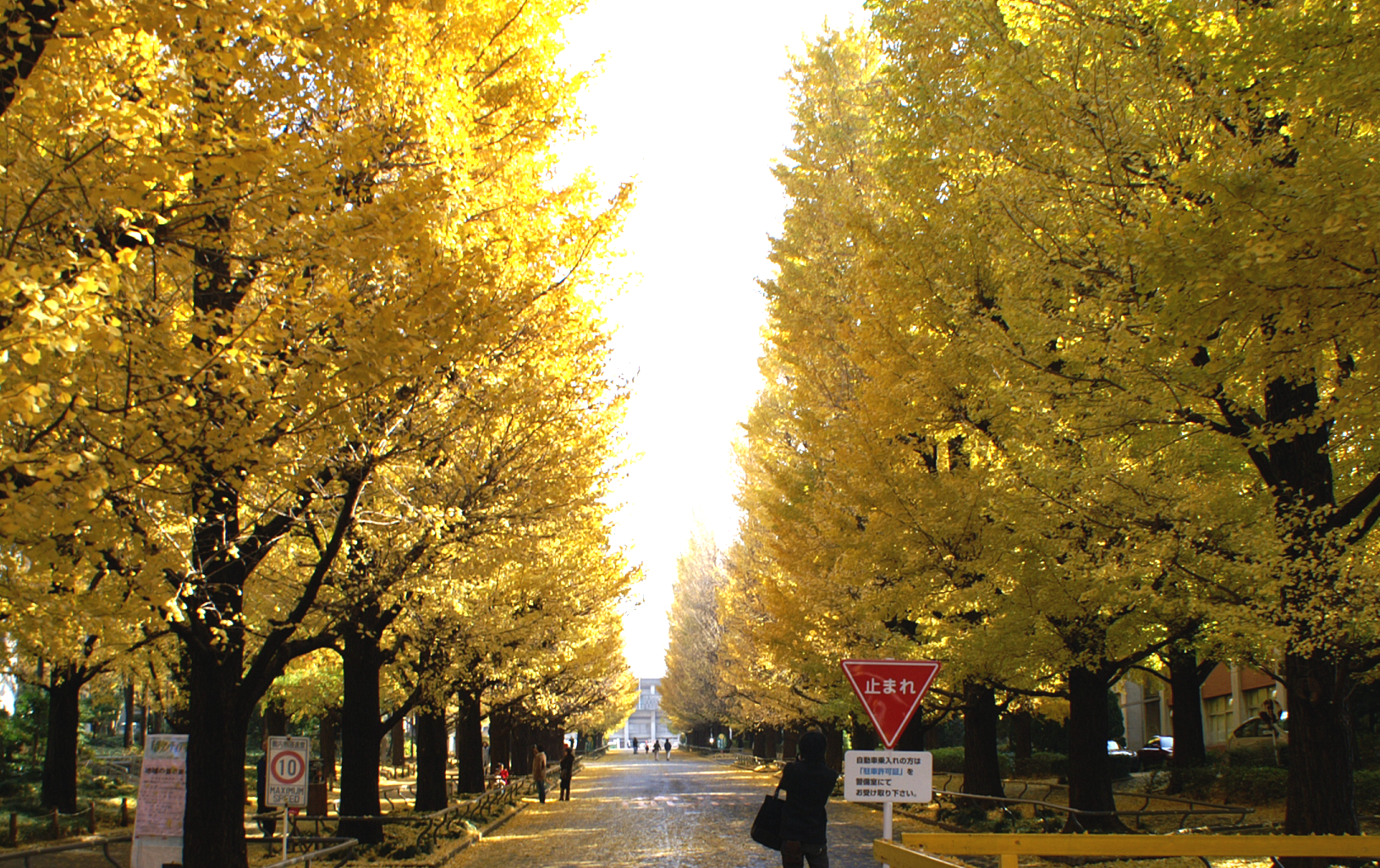
日吉キャンパス
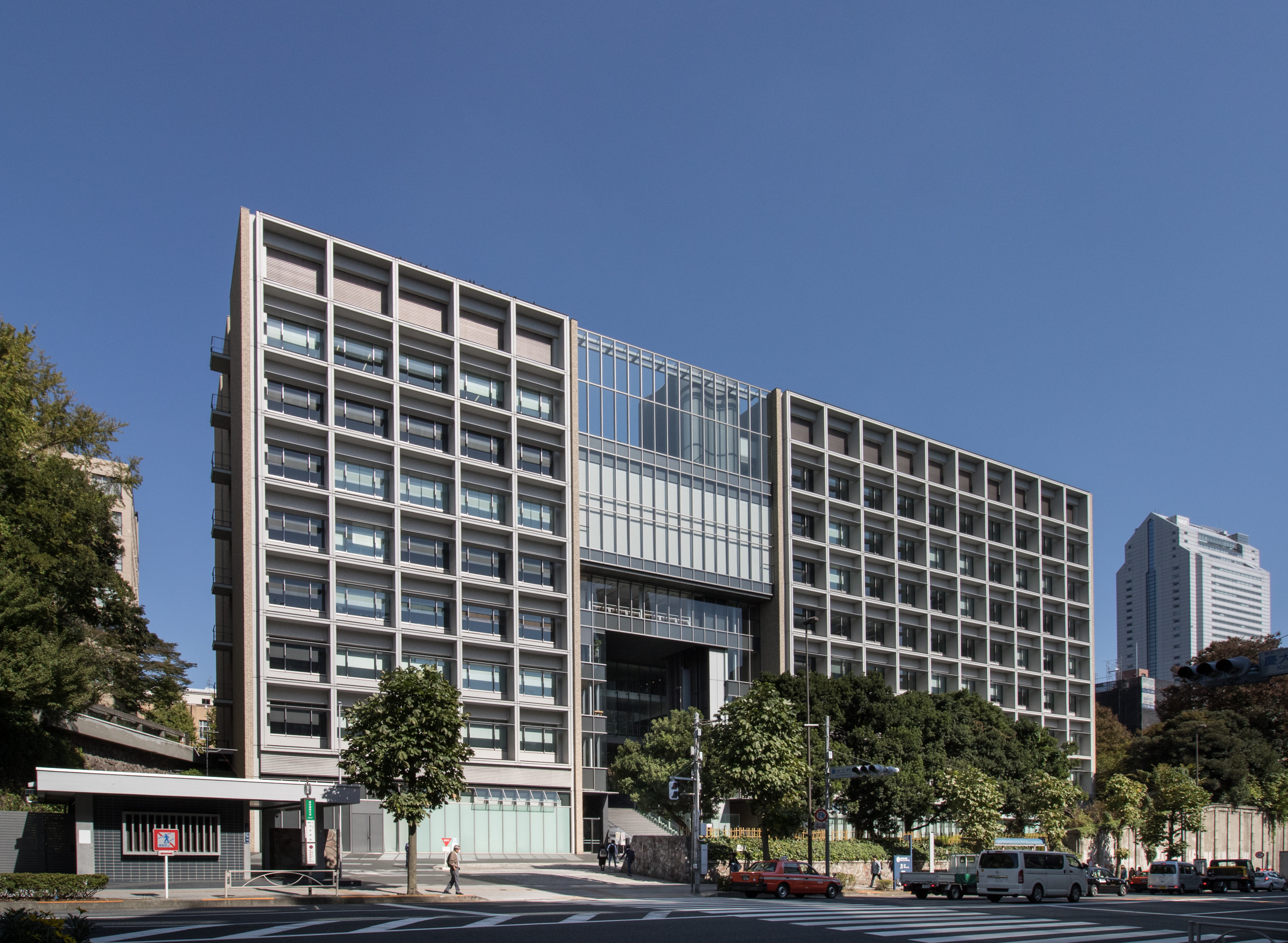
三田キャンパス

- 学部1・2年次 - 日吉キャンパス（神奈川県横浜市港北区）
- 学部3・4年次 - 三田キャンパス（東京都港区）

## 組織
学部
- 入学定員1000人・収容定員4000人[5]

大学院
- 商業学分野
- 経済・産業分野
- 経営学分野
- 会計分野

## 研究所
- 慶應義塾大学経済研究所
  - 慶應義塾大学パネルデータ設計・解析センター

## 著名な出身者
政治・行政
- 河村建夫 - 元内閣官房長官、元文部科学大臣
- 中曽根弘文 - 元外務大臣、元総理大臣中曽根康弘の長男
- 川崎二郎 - 元厚生労働大臣、元衆議院議員川崎秀二の子
- 日笠勝之 - 元郵政大臣、元参議院法務委員長
- 後藤田正純 - 徳島県知事、元内閣府副大臣、元衆議院議員後藤田正晴の又甥
- 木村勉 - 元内閣府副大臣、元東京都議会自由民主党幹事長
- 武藤容治 - 元経済産業副大臣、元衆議院議員武藤嘉文の子
- 野上浩太郎 - 元国土交通副大臣、衆議院議員野上徹の子
- 若宮健嗣 - 元防衛副大臣、元防衛大臣政務官
- 簗和生 - 元国土交通大臣政務官兼内閣府大臣政務官
- 武村展英 - 元内閣府大臣政務官、公認会計士武村展英事務所所長
- 野中厚 - 元農林水産大臣政務官、元衆議院議員野中英二の孫
- 高村正大 - 衆議院議員
- 石渡清元 - 元労働政務次官、元神奈川県議会議長
- 橋本英教 - 元衆議院議員、元自由民主党岩手県連副会長
- 水戸将史 - 元衆議院議員、元神奈川県議会議員
- 小宮山泰子 - 元衆議院議員、元衆議院議員小宮山重四郎の子
- 矢崎公二 - 元衆議院議員、元毎日新聞社夕刊編集部副部長
- 木下智彦 - 元衆議院議員、元日本維新の会青年局長
- 中島洋次郎 - 元衆議院議員、収賄で逮捕・自殺、元衆議院議員中島源太郎の二男
- 林潤 - 元衆議院議員、洋画家林武の孫
- 河本英典 - 元参議院議員、元参議院議員河本嘉久蔵の子
- 藤田雄山 - 元広島県知事、元参議院議員藤田正明の長男
- 相川宗一 - 元さいたま市長、元埼玉県議会議員
- 渡部幸男 - 元男鹿市長、元秋田県議会議員
- 高野宏一郎 - 元佐渡市長、元真野町長
- 清水聖義 - 元太田市長、元群馬県議会議員
- 速水雄一 - 雲南市長、元加茂町長
- 野田侃生 - 元国東市長
- 福永浩介 - 元人吉市長、収賄で逮捕
- 西岡周一郎 - 元駐マラウイ大使
- 前田正子 - 元横浜市副市長、甲南大学教授
- 加藤千速 - 第8代尾鷲市長、元阪急百貨店常務取締役、元阪急オアシス社長、元アジア太平洋トレードセンター社長
- 村木英幸 - 元あきる野市長

経済
- 遠北光彦 - 南海電気鉄道社長
- 安藤宏基 - 日清食品ホールディングス社長、創業者安藤百福の次男
- 生田久貴 - ミクニ社長、元ラグビー日本代表、元ミクニ社長生田允紀の子
- 岩田彰一郎 - アスクル創業者・元社長
- 伊藤正二郎 - エイベックス・スポーツ社長
- 伊野部重晃 - 元高知銀行頭取、元高知相互銀行社長伊野部重珍の長男
- 上原茂 - 大正製薬社長、大正製薬元社長上原明の長男
- 大久保博司 - NTN社長
- 大島健伸 - 商工ファンド創業者・元社長、逮捕
- 大塚太郎 - 大塚倉庫会長、大塚製薬創業者大塚武三郎の曾孫
- 大西洋 - 元三越伊勢丹ホールディングス社長
- 岡田裕介 - 東映会長、元東映社長岡田茂の子
- 奥山泰全 - マネーパートナーズグループ社長
- 甲斐隆博 - 九州フィナンシャルグループ会長、肥後銀行頭取
- 加藤奐 - 元京王電鉄社長
- 加藤宣明 - 元デンソー社長
- 門松正宏 - 元旭硝子社長、元ガラス産業連合会会長
- 神野吾郎 - 元中部ガス社長、創業家神野信郎の子
- 上村基宏 - 九州フィナンシャルグループ社長、鹿児島銀行頭取
- 北村邦太郎 - 三井住友トラスト・ホールディングス社長、信託協会会長
- 北村清士 - 東邦銀行頭取、福島県銀行協会会長
- 木村育生 - インボイス創業者・元社長
- 小泉和久 - 東天紅社長、創業者小泉一兵衛の長男
- 斉藤惇 - 日本野球機構第14代コミッショナー、コールバーグ・クラビス・ロバーツ（KKR）日本法人会長、元日本取引所グループCEO、元産業再生機構社長
- 鮫島章男 - 元太平洋セメント社長
- 重田敦史 - 東武ホテルマネジメント社長、元東武百貨店社長
- 瀧本憲治 - リクレ創業者、元maneo社長
- 竹島和幸 - 元西日本鉄道社長
- 武市智行 - 元スクウェア（現スクウェア・エニックス）社長
- 遠山正道 - スマイルズ設立者・社長
- 内藤晴夫 - エーザイ社長、エーザイ創業者内藤豊次の孫
- 中田康雄 - 元カルビー社長
- 中西勝則 - 元静岡銀行頭取、元静岡県経営者協会会長
- 長坂一 - 東海カーボン社長
- 永野毅 - 東京海上ホールディングス社長
- 永山治 - 日本製薬工業協会会長、元中外製薬社長、創業者上野十蔵の娘婿、官僚永山時雄の子
- 永田暁彦 - ユーグレナ副社長
- 根津公一 - 元東武百貨店社長、東武鉄道初代根津嘉一郎の孫
- 馬場信治 - 東京個別指導学院創業者・元社長
- 浜田健一郎 - 元ANA総合研究所社長、元NHK経営委員長
- 林瑞峰 - ヒューマックスコミュニケーションズ社長、ヒューマックス創業者林以文の三男
- 福田督 - 元中国電力会長、元中国経済連合会会長
- 堀口英樹 - キリンビバレッジ社長
- 三浦新 - 元山形銀行頭取、創業家三浦新七の孫
- 三田芳裕 - 明治座社長、元明治座社長三田政吉の子
- 安田光春 - 北洋銀行頭取
- 山内孝 - 元マツダ社長
- 山崎元裕 - ヤマタネ社長、創業者山崎種二の孫
- 横尾敬介 - 元みずほ証券社長
- 江川昌史 - アクセンチュア日本法人社長
- 松縄正 - 独立行政法人福祉医療機構理事長、ニッセイ・リース取締役[6]

マスコミ
- 大島春行 - NHK解説委員、元大阪市長大島靖の長男
- 角南源五 - 元テレビ朝日社長
- 塩川和則 - 元TBSテレビ編成局次長、元衆議院議員塩川正十郎の親族
- 坂下勝己 - TBSテレビディレクター
- 磯原裕 - 元ニッポン放送社長
- 三村景一 - MBSメディアホールディングス社長
- 山田良明 - 元共同テレビジョン社長

研究
- 青山瑠妙 - 政治学、早稲田大学教授
- 秋野晶二 - 経営学、立教大学教授
- 跡田直澄 - 経済学、元慶應義塾大学教授、元名岐鉄道社長跡田直一の孫
- 阿部正浩 - 労働経済学、中央大学教授、日経・経済図書文化賞
- 礒﨑敦仁 - 政治学、慶應義塾大学准教授
- 井上彰 - 政治哲学、東京大学准教授
- 岩尾俊兵 - 経営学、慶應義塾大学准教授
- 遠藤正寛 - 経済学、慶應義塾大学教授
- 大村敬一 - 経済学、早稲田大学教授、日経・経済図書文化賞
- 岡本大輔 - 経営学、慶應義塾大学教授、会計学者岡本清の長男
- 奥村昭博 - 経営学、慶應義塾大学名誉教授、元日本ベンチャー学会副会長
- 小俣光文 - 会計学、明治大学教授
- 笠原清志 - 社会学、立教大学名誉教授
- 菊澤研宗 - 経営学、慶應義塾大学教授、経営学史学会賞
- 菊野一雄 - 経営学、立教大学名誉教授
- 黒川行治 - 会計学、慶應義塾大学教授
- 野村浩二 - 経済学、慶應義塾大学産業研究所教授
- 権丈善一 - 経済学、 慶應義塾大学教授、労働関係図書優秀賞・読売賞
- 桜本光 - 経済学、慶應義塾大学名誉教授
- 佐々木隆志 - 会計学、一橋大学教授、日本会計研究学会学会賞
- 佐藤和 - 経営学、慶應義塾大学教授
- 菅谷実 - メディア産業論、慶應義塾大学名誉教授
- 清家篤 - 労働経済学、第18代慶應義塾長、日本私立学校振興・共済事業団理事長
- 高山正也 - 図書館学、慶應義塾大学名誉教授
- 瀧田輝己 - 会計学、同志社大学名誉教授
- 田口聡志 - 会計学、同志社大学准教授、日経・経済図書文化賞
- 田中洋 - 経営学、中央大学教授
- 角ヶ谷典幸 - 会計学、名古屋大学教授、日本会計研究学会太田・黒澤賞
- 友杉芳正 - 会計学、名古屋大学名誉教授、元早稲田大学教授、元金融庁公認会計士・監査審査会会長
- 西澤茂 - 会計学、上智大学教授、会計学者西沢脩の子
- 中条潮 - 交通経済学、慶應義塾大学教授
- 長谷川聰哲 - 経済学、中央大学教授
- 林倬史 - 経営学、立教大学名誉教授
- 樋口美雄 - 経済学、慶應義塾大学教授、元日本経済学会会長、紫綬褒章
- 平野隆 - 経営史、慶應義塾大学教授
- 福谷正信 - 経営学、立命館アジア太平洋大学教授
- 古川靖洋 - 経営学、関西学院大学教授、水泳選手古川勝の子
- 堀田一善 - 経済学、元慶應義塾大学教授
- 前川千春 - 会計学、慶應義塾大学准教授
- 牧厚志 - 経済学、慶應義塾大学名誉教授
- 三浦俊彦 - 経営学、中央大学教授
- 柳町功 - 経営史、慶應義塾大学教授
- 山内弘隆 - 交通経済学、一橋大学教授、運輸総合研究所長、総務大臣表彰
- 山本勲 - 経済学、慶應義塾大学教授

芸能
- 岡浩也 - 俳優、精神科医
- miwa - シンガーソングライター、ザテレビジョンドラマアカデミー賞ドラマソング賞
- 菊池麻衣子 - 女優、タレント
- 小林成男 - 俳優
- 金尾哲夫 - 俳優、声優
- 平沼成基 - 俳優
- 二代目市川青虎 - 歌舞伎俳優
- 柳亭信楽 - 落語家

アナウンサー、気象予報士
- 内田恭子 - 元フジテレビアナウンサー、FNSアナウンス大賞新人部門賞
- 中野美奈子 - 元フジテレビアナウンサー、オリコン好きな女性アナウンサーランキング1位
- 鈴木芳彦 - フジテレビアナウンサー
- 内野泰輔 - フジテレビアナウンサー
- 大村晟 - フジテレビアナウンサー
- 福井謙二 - 元フジテレビアナウンサー
- 野間脩平 - 元フジテレビアナウンサー
- 佐藤義朗 - 元日本テレビ放送網アナウンサー
- 桝田沙也香 - テレビ朝日アナウンサー
- 吉野真治 - テレビ朝日アナウンサー
- 林克征 - 元テレビ東京アナウンサー
- 厚井大樹 - NHKアナウンサー
- 今井翔馬 - NHKアナウンサー
- 望月啓太 - NHKアナウンサー
- 泉浩司 - NNKアナウンサー
- 近藤泰郎 - NHKアナウンサー
- 姫野美南 - NHKアナウンサー
- 後藤佑季 - NHKアナウンサー
- 五十幡裕介 - 北海道テレビ放送アナウンサー
- 荒木真理子 - 元宮城テレビ放送アナウンサー、気象予報士
- 武裕美 - 元東海テレビ放送アナウンサー
- 榊原悠介 - CBCテレビアナウンサー
- 田中麻耶 - 元名古屋テレビ放送アナウンサー、気象予報士
- 中村隆之 - テレビ和歌山アナウンサー
- 子守康範 - 元毎日放送アナウンサー、ラジオパーソナリティ
- 井口尚子 - 大分放送アナウンサー
- 池上真麻 - フリーアナウンサー、モデル

スポーツ
- 大森剛 - 元プロ野球選手、ソウルオリンピック野球日本代表
- 山下大輔 - 元プロ野球選手、元横浜ベイスターズ監督
- 犬飼基昭 - 元サッカー選手、第11代日本サッカー協会会長、元浦和レッドダイヤモンズ社長
- 上田昭夫 - ラグビー選手、元ラグビー日本代表、元慶應義塾體育會蹴球部総監督
- 五十嵐文男 - フィギュアスケート選手、世界プロフィギュア選手権優勝
- 小野学 - スキージャンプナショナルチームヘッドコーチ、スキージャンプ選手、雪印杯全日本ジャンプ大会優勝
- 村林裕 - 日本ハンドボールリーグ委員長、元東京フットボールクラブ社長

競馬
- 吉田勝己 - ノーザンファーム代表、社台ファーム吉田善哉の子
- 吉田正志 - 追分ファーム場長、追分ファーム吉田晴哉の子

その他
- シブサワ・コウ - コーエーテクモゲームスのゲームプロデューサー
- 原田曜平 - マーケティングアナリスト、博報堂ブランドデザイン若者研究所リーダー
- 片岡剛士 - エコノミスト、日本銀行政策委員会審議委員、河上肇賞
- 増田俊男 - 投資家、金融商品取引法違反で有罪
- 勝間和代 - 著述家、評論家、エイボン女性大賞、自転車活用推進研究会3代目自転車名人
- 岡田利規 - 劇作家、演出家、小説家、岸田國士戯曲賞、大江健三郎賞
- 徳川斉正 - 水戸徳川家第15代当主、徳川ミュージアム理事長
- 小笠原清忠 - 小笠原流第31世宗家、東京都学生弓道連盟会長
- こがけん - お笑い芸人（おいでやすこが）、元・SAPIXの予備校講師
- 西村真二 - お笑い芸人（コットン）、元広島ホームテレビアナウンサー